# Weicht (Jengen)

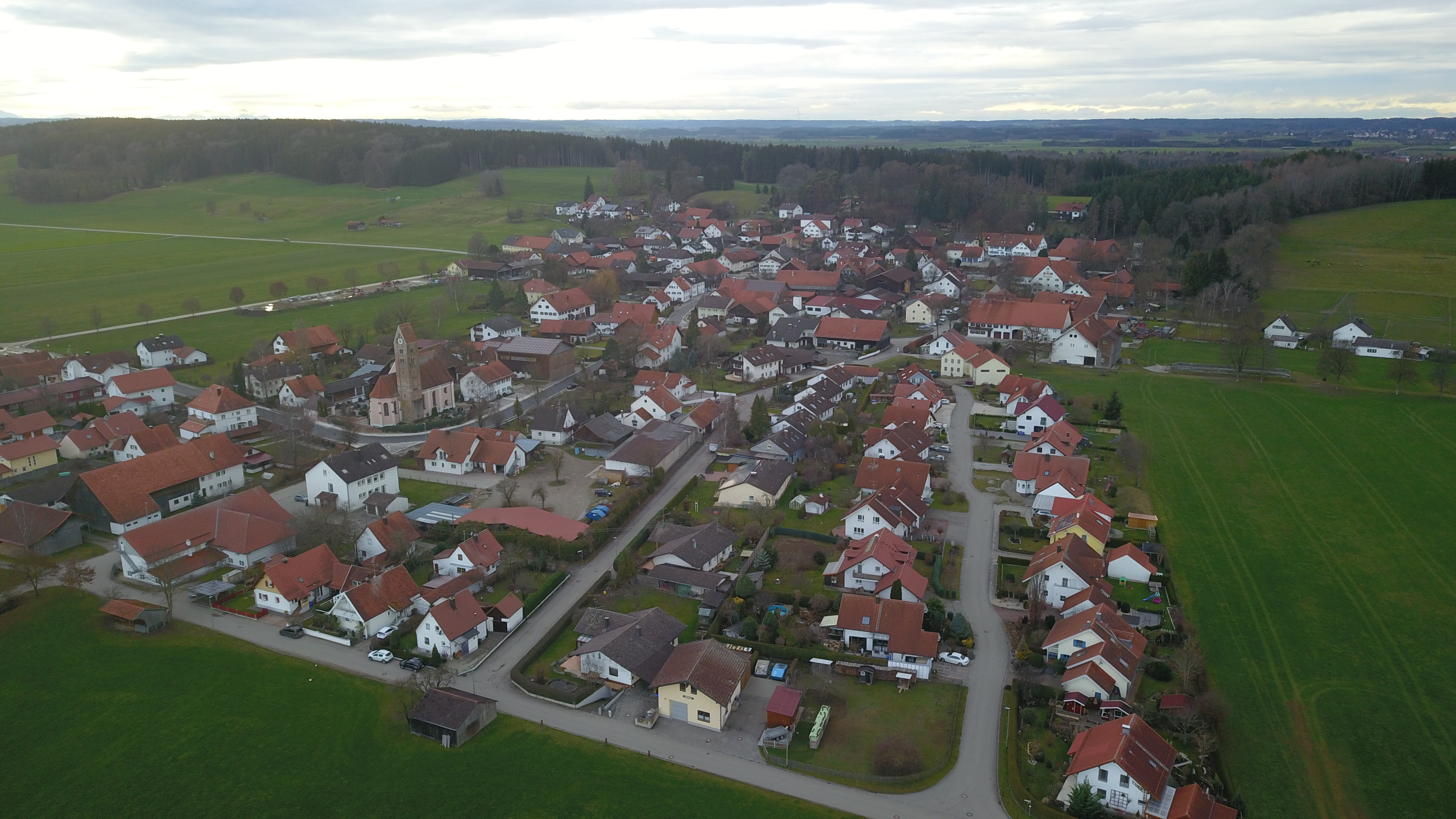
Blick auf die Ortschaft

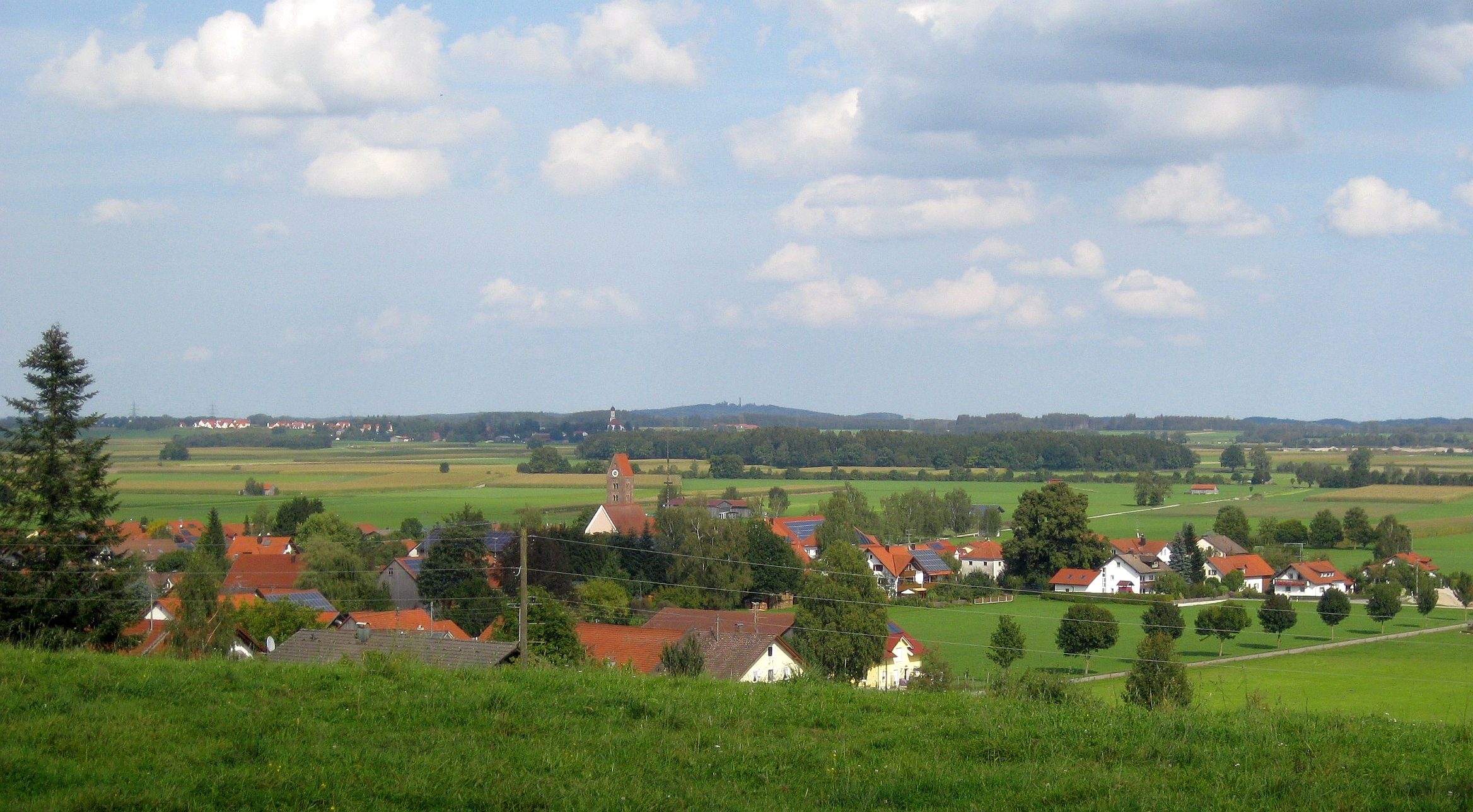
Südwest-Ansicht von Weicht

Weicht ist ein Gemeindeteil der Gemeinde Jengen im Landkreis Ostallgäu in Bayern.

## Lage
Das Pfarrdorf Weicht liegt am Ostrand eines bewaldeten Höhenrückens, dem Heisteig. Der Hauptort Jengen liegt etwa vier Kilometer östlich von Weicht. Etwas nördlich der Gemarkung verläuft die Autobahn München–Lindau A 96. Das Siedlungsgebiet von Weicht wird nach Norden durch den Hungerbach entwässert.

## Geschichte
Die vielen frühgeschichtlichen Funde am Heisteig lassen vermuten, dass die Gegend um Weicht bereits seit Jahrtausenden besiedelt ist. Weicht wurde schon im 12. Jahrhundert urkundlich erwähnt, damals unter der Bezeichnung Wichte oder Wihstein.
Ab dem 16. Jahrhundert ist die heutige Schreibweise gebräuchlich. Die Pfarrkirche St. Vitus geht auf das Jahr 1430 zurück. Im späten Mittelalter gehörte ein Teil des  mittlerweile abgegangenen Ortes Hermannstetten zur Pfarrei von  Weicht. Die Selbständigkeit von Weicht endete mit der Eingemeindung nach Jengen am 1. Januar 1978.